# Cordaville
Cordaville è un census-designated place (CDP) degli Stati Uniti d'America, situato nello stato del Massachusetts, nella contea di Worcester.
Coordinate 42°16′12″N 71°31′37″W